# موندراگونه

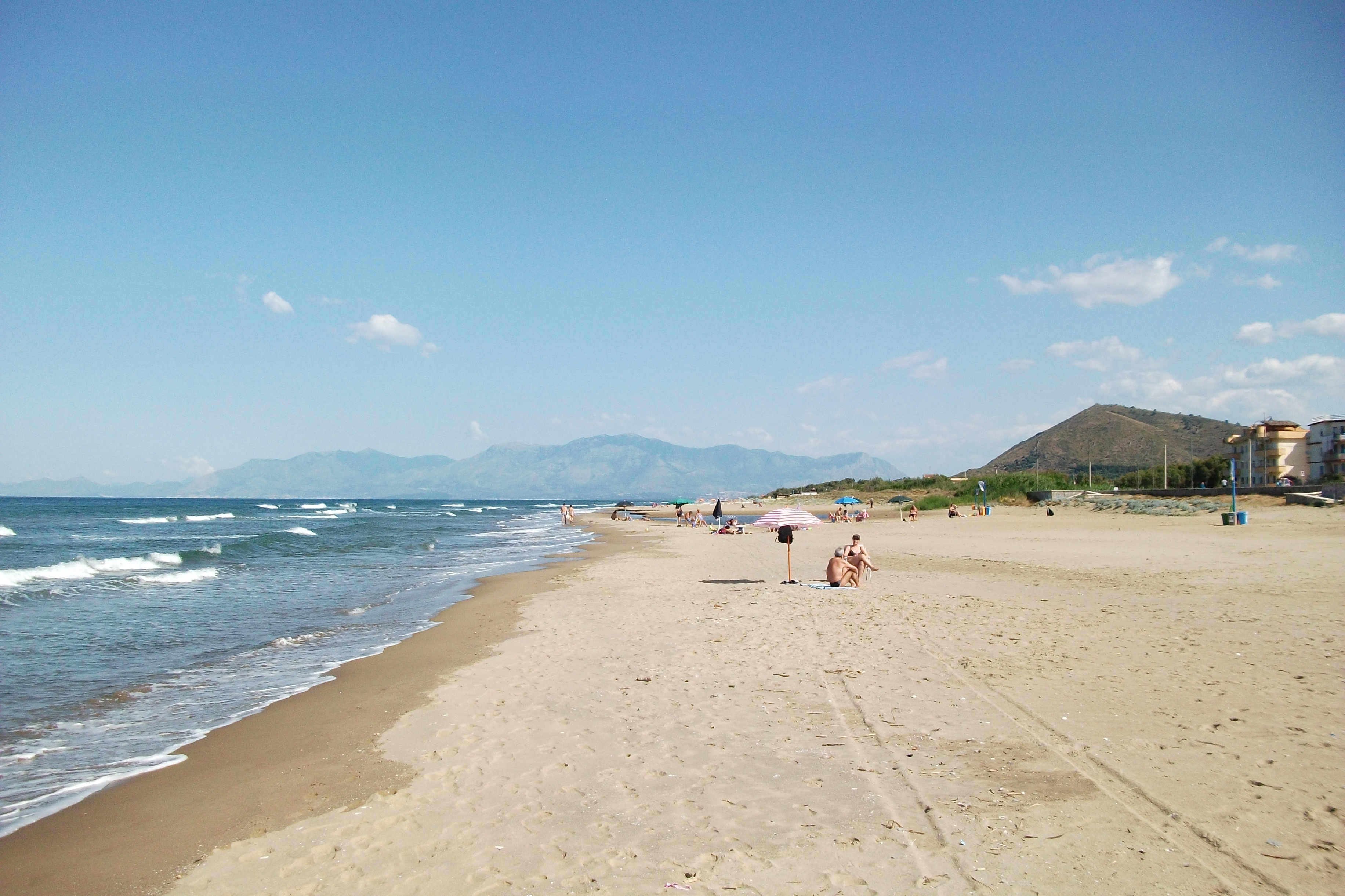
لونگومر موندراگونیز

موندراگونه (به ایتالیایی: Mondragone) یک کومونه در ایتالیا است که در استان کسرتا واقع شده‌است.

## خصوصیات
موندراگونه ۵۴٫۴ کیلومترمربع مساحت و ۲۶٬۵۵۸ نفر جمعیت دارد و ۱۰ متر بالاتر از سطح دریا واقع شده‌است.

## خواهرخوانده
شهرهای Budapest V. District و بوداپست خواهرخوانده‌های موندراگونه هستند.